# Српска православна црква Светог Николе у Прхову
Српска православна црква Светог Николе у Прхову, месту у општини Пећинци, подигнута је у првој половини 19. века, на месту старијег храма. Представља споменик културе од великог значаја.

## Изглед
Основни део грађевине чине споља полукружна олтарска апсида, једва наглашени певнички простори и два травеја наоса уз коју је, са западне стране, дозидан портик са четири ступца и лучно завршеним пролазима. Репрезентативно прочеље храма је у горњем делу затворено и на њему су нише које понављају полукружни облик прозора са бочних фасада, док се над западним фронтоном, који прати нагиб двосливног крова, уздиже звоник. Главни архитектонски мотив спољне декорације представљају плитки пиластри профилисаних стопа и капитела као и мотив геометријски орнаментисаног поља између кровног венца и прозорских односно слепих ниша.
Иконостас првобитног прховског храма са сликама Димитрија Бачевића служио је почетком 19. века у новој цркви, да би 1832. године био замењен вишеспратном конструкцијом дрворезбара Павла Бошњаковића, ученика карловачког мајстора Марка Вујатовића. Обиље украса биљног карактера уоквирује данас иконе румунског сликара Георгија Бојера из 1840. године, док се неколико сачуваних Бачевићевих икона из Прхова сада налазе у Галерији Матице српске у Новом Саду.